# Province de Fengtian
 (août 2020).
Si vous disposez d'ouvrages ou d'articles de référence ou si vous connaissez des sites web de qualité traitant du thème abordé ici, merci de compléter l'article en donnant les références utiles à sa vérifiabilité et en les liant à la section « Notes et références ».
1907–1912
La province de Fengtian (en chinois : 奉天省 ; pinyin : fèngtiān shěng) ou province de Mukden (mandchou : ᠮᡠᡴᡩᡝᠨ), est une province de la région de la Mandchourie (aujourd'hui Dongbei), crée sous la dynastie Qing, en 1907, puis démantelé sous la République de Chine, en 1912.
La capitale était (en mandchou) : Mukden (actuelle Shenyang), également alors appelée Fengtian fu (奉天府, fèngtiān fǔ en mandarin).

## Étymologie
Le terme de Mukden, l'équivalent du terme chinois 奉天省, signifie « Vénérer le ciel ») et provient également du terme mandchou, mukdembi (ᠮᡠᡴᡩᡝᠮᠪᡳ), « s'élever »). 

## Géographie et histoire
Elle correspond aux provinces du Liaoning (République de Chine) (zh), (辽宁省, province d'Andong (zh) (安东省) et province du Liaobei (zh) (辽北省) de l'époque de la République de Chine, et aux provinces du Liaoning et Ligue de Xing'an (兴安盟), en Mongolie-Intérieure, d'aujourd'hui.